# Terceira (otok)
Terceira (portugalska izgovorjava: [tɨɾˈsɐjɾɐ]) je otok v Azorskem otočju, sredi severnega Atlantskega oceana. Je eden od večjih otokov arhipelaga z 56.000 prebivalci na površini približno 396,75 kvadratnih kilometrov. Tu je najstarejše mesto na Azorih, Angra do Heroísmo, zgodovinska prestolnica arhipelaga in je na seznamu Unescove svetovne dediščine. Je sedež sodnega sistema (vrhovno sodišče) in glavna baza poveljstva letalskega območja Azorov (portugalsko Comando da Zona Aérea dos Açores), Base Aérea nº 4 in odreda zračnih sil Združenih držav.

## Zgodovina
Na otoku Terceira so odkrili majhno število hipogej (zemeljske strukture, izklesane v kamninah, ki so bile uporabljene za pokop), kar kaže na zgodovino poselitve, ki sega 2000 let nazaj in omenja prisotnost na otoku pred Portugalci. 
V preteklosti je obstajala negotovost glede datuma in odkritelja, povezano z otoki na Azorih. Pomorske karte so pred "uradnim" odkritjem opredelile otoke v Atlantskem oceanu že leta 1325, ko je na risbi Angelino Dalorto označil "Bracile" zahodno od Irske, kasneje pa Angelino Dulcert, ki je identificiral Kanarske otoke in Madeiro, skupaj s skrivnostni otoki, imenovani "Capraria" (kar nekateri zgodovinarji menijo, da sta bila São Miguel in Santa Maria). Obstajajo tudi legende o Atlantis, Sete Cidades (kraljestvo sedmih mest), Teras São Brandão, Ilhas Aofortunadas (Otoki sreče), Ilha da Brasil (otok Brazilija), Antília, Ilhas Azuis (Modri otoki) ter Terra dos Bacalhaus (dežela bakalarjev) in zemljevidi, ki so se pojavili med letoma 1351 in 1439 z več skupinami otokov z različnimi imeni. Prva povezava med modernim otokom Terceira in temi zgodbami je bila tista o otoku Brasil; najprej se pojavi kot Insula de Brasil na beneški karti Andrea Bianca (1436), pritrjena na enega večjih otokov skupine otokov v Atlantiku.
Leta 1439 se je pojavil prvi uradni dokument o odkritju, ki je odkritje otočka Formigas pripisal Gonçalu Velhu Cabralu. Obstajajo dokazi, da je Terceiro 1. januarja 1445 odkril Vicente de Lagos, krmar Velha Cabrala: prvi dokumenti po tem obdobju so se začeli pojavljati s tretjim otokom v Azorskem arhipelagu, imenovanem Ilha de Jesus Cristo (otok Jezusa Kristusa) in kasneje Ilha de Jesus Cristo da Terceira. Gašpar Frutuoso, kroničar in humanist, bo kasneje racionaliziral prvo ime otoka, pri čemer je zapisal:
- je bil odkrit prvi dan januarja, tradicionalno praznik Jezusovega imena;
- odkril ga je kapitan Kristusovega reda;
- je bil odkrit v četrtek ali petek na Corpo de Deus (Kristusovo telo); ali
- ker je bil del Angrske škofije, s sklicevanjem na San Salvador (čeprav to pomeni, da je škofija obstajala že pred njenim odkritjem).

Ne glede na to pa je bilo to samo začasno ime, saj je bil za opis otoka pogosteje uporabljen pogovorni Terceira (kar pomeni "tretji" v portugalščini, kot 'tretji otok' ali 'tretji odkrit').
Kolonizacija otoka se je začela z odlokom Infanta D. Henriqueja (z dne 21. marca 1450), ki je otok dal v upravne roke Flamca, Jácome de Bruggesa. Njegov prvi naseljenec je bil Fernão d'Ulmo, Flamec ali Francoz, ki je kasneje iz neznanih razlogov zapustil svoje zemljišče. Brugge, čeprav je bil flamski plemič, je pripeljal družine in priseljence iz Flandrije in severne portugalske pustolovce (João Coelho iz Guimarães; João da Ponte iz Aveira; João Bernardes, iz Lagosa; João Leonarde, iz Vieire; in Gonçalo Anes da Fonseca iz Porta), ter živali in zaloge, ki so se izkrcali na območju Porto Judeu ali Pesqueiro dos Meninos, blizu Vile de São Sebastião (odvisno od virov). Frutuoso je tudi potrdil, da:
... ti starodavni naseljenci otoka Terceira, ki so se prvi naselili v pasu na severu, ki so ga imenovali Quatro Ribeiras, kjer se zdaj nahaja župnija Santa Beatriz in kjer je bila prva cerkev na otoku, vendar je bilo le nekaj naseljencev zaradi še vedno težkega dostopa in slabih pristanišč. 
Prva naselitev se je zgodila v kraju Quatro Ribeiras, v kraju Portalegre, kjer je bila postavljena majhna kapela posvečena sveti Ani. Brugges se je vrnil v Flandrijo po nove naseljence za svojo kolonijo. Na enem od svojih potovanj na Madeiro je vpoklical Dioga de Teivea in ga dodelil za svojega poročnika in nadzornika za otok Terceira. Nekaj let kasneje je Brugges preselil svojo rezidenco v Prajo, leta 1456 začel graditi cerkev Matriz in upravljal otok s te lokacije (okoli 1460), dokler ni skrivnostno izginil leta 1474, na drugem od svojih potovanj med kolonijo in celino. Po njegovem izginotju je Infanta D. Beatriz v imenu svojega sina Infante D. Dioga (ki je po smrti D. Fernanda, posvojenega sina Infante D. Henriqueja podedoval otoke Terceira in Graciosa) razdelil otok Terceira v dve poveljstvi: Angra (ki je bila podeljena João Vaz Corte Realu) in Praia (ki je bila dana Álvaro Martins Homemu). Razen portugalskih in flamskih naseljencev, so naselili otok v tem času še kolonisti z Madeire, številni sužnji iz Afrike, novi kristjani in Judje, razvijali so nove tržne projekte, vključno s pšenico (izvoženo v 15. stoletju po imperiju), sladkornim trsom (za industrijo barvil) in les (predvsem za gradnjo ladij). Ta razvoj se bo nadaljeval do konca 19. stoletja z uvedbo novih izdelkov, vključno s čaj, tobak in ananas.
Med portugalsko nasledstveno krizo leta 1580 so bili Azorski otoki edini del portugalskega čezmorskega imperija, ki se je upiral Špancem do poletja 1583. Filip II. Španski je ponudila amnestijo, če se Azori predajo, toda njegov glasnik se je srečal z zelo sovražnim sprejemom v Angra do Heroísmo (pobegnil na São Miguel, kjer je predstavil svojo pripadnost španskemu kralju). Po bitki pri Ponta Delgadi, kjer je don Álvaro de Bazán, prvi markiz Santa Cruza, premagal anglo-francoske podpornike D. Antónia (pretendenta na portugalski prestol) ob obali São Miguela, je markiz svoje sile združil na manj varovani plaži 10 kilometrov od Angra do Heroísmo. S floto šestdeset ladij in 9500 možmi (kot tudi z 2000 iz garnizona v Sao Miguelu) je markiz po enodnevnem boju uspel premagati sile D. Antónia. Čeprav je bilo francoskim in angleškim vojakom na otoku dovoljeno, da se upokojijo nepoškodovani, so D. António in peščica njegovih privržencev srečno pobegnili.
Angleška ekspedicijska flota pod grofom Cumberlandom leta 1589, kot del Azorskega potovanja 1589 v zaliv Angra, je napadla več pristanišč španskih in portugalskih ladij in jih potopila ali ujela pet.
Z aklamacijo Janeza IV. Portugalskega so Azori ponovno vzpostavili neodvisnosti od Iberske unije. Ta ni bila izgubljena zaradi španskih naseljencev v Angra do Heroísmo, ki so postali privilegiran razred v Uniji in jim je bilo težko ostati po letu 1640, ko je bila obnovljena portugalska suverenost.
Leta 1766 je bila izvedena reorganizacija sistema poveljstev, kar je imelo za posledico enega generalnega kapetana s sedežem v Angra do Heroísmo za Azore.
Leta 1810 so bili številni novinarji in drugi, ki so dajali prednost Francozom, vključno s francosko-portugalskim podjetnikom Jácomejem Rattonom, nekaj časa izgnani na otok.
Ob prevzemu ustavnosti so domačini Terceire leta 1828 ustanovili Junta Provisória v imenu kraljice Marije II. Portugalske. Izbruhnila je sovražnost med Miguelisti (zagovorniki absolutne monarhije Miguela I.) in liberalci (zagovorniki ustavne monarhije kralja Janeza VI. Portugalskega) v bitki pri Praia da Vitória leta 1829, v kateri so zmagali liberalci. V dekretu, ki je bil izdan 15. marca 1830, so imenovali Angro kot portugalsko prestolnico, ki je zaščitil in podprl izgnane liberalce, ki so podprli pravice portugalske kraljice Marije II., ki jih je uzurpiral D. Miguel. Leta 1832 je Pedro II. (bivši kralj in regent Marije II.) prispel na Azore oblikovat vlado v opoziciji z absolutističnim režimom v Lizboni, ki ji je predsedoval markiz Palmela in ki sta ga podpirala Azorčana Mouzinho da Silveira in Almeida Garrett, ki sta razvila številne pomembne reforme.
24. avgusta 2001 je Terceira objavila novico, ko je letalo Air Transat 236 uspelo pristati na Lajesovem polju, ko mu je zmanjkalo goriva v zraku.
Leta 2003 so Azori vzbudili mednarodno pozornost, ko so predsednik Združenih držav Amerike George W. Bush, britanski premier Tony Blair, španski premier José María Aznar in portugalski premier José Manuel Durão Barroso organizirali vrh pred začetkom vojne v Iraku. 

## Geografija

### Fizična geografija
Otok Terceira je sestavljen iz štirih prekrivajočih se stratovulkanov, zgrajenih nad geološko strukturo, imenovano Terceira Rift ali razpoka Terceira: trojno stičišče med evrazijsko, afriško in severnoameriško tektonsko ploščo. Te vulkanske strukture se dvigajo z globine več kot 1500 metrov iz tal Atlantskega oceana. Radiokarbonsko datiranje eruptivnih enot, ki podpira geološko kartiranje, je izboljšalo znano kronologijo srednjih do poznih pleistocenskih in holocenskih vulkanskih aktivnosti na otoku Terceira na Azorih, ki opredeljujejo napredovanje med vzhodom in zahodom pri rasti stratovulkana. Ti so pogosto povzročili razvrstitev eruptivnih dogodkov v naslednje strukture:
- vulkanski kompleks Cinco Picos: najstarejši na Terceiri (ki ga definira Serra do Cume), ki je dokončal svojo glavno subaerilno aktivnost pred približno 370-380.000 leti. Kolaps zgornjega dela stratovulkanske zgradbe je ustvaril ogromno 7 do 9 kilometrov veliko kaldero pred približno 370.000 leti. Post-kalderni izbruhi bazalta iz stožčastih von na in v bližini talne podlage ter trahitni piroklastični tok in plavajoče usedline mlajših vulkanov zahodno od Cinco Picosa so ponovno napolnili veliko kaldero in tako ustvarili skoraj neprekinjeno plodno ravnino.
- Vulkanski kompleks Guilherme Moniz: južni del, v osrednjem delu otoka, je začel bruhati okrog 100.000 let kasneje (približno 270.000 ka) in proizvedel trahitne kupole (približno 808 m nmv), tokove in manjše piroklastične usedline še 100.000 let (do vsaj 111 ka) kasneje. Najvišja točka ob robu kaldere doseže 623 metrov. Severni del kaldere je manj izpostavljen, vendar odraža podobno starostno območje. Severozahodni del kaldere je nastal po 44 ka. Nekaj dobro preučenih ignimbritov, ki so pokrivali velik del otoka, so verjetno iz vulkana Guilherme Moniz.
- Vulkanski kompleks Pico Alto: tesno razporejen grozd trahitnih kupol in kratkih tokov, je mlajši del vulkana Guilherme Moniz. Stratigrafske študije in radiokarbonska analiza kažejo, da se je večina izbruhov Pico Alta pojavila v obdobju od približno 9000 do 1000 let pred sedanjostjo.
- vulkanski kompleks v Santa Barbara: najmlajši stratovulkan na Terceiri, ki je začel bruhati pred 29.000 leti in je bil zgodovinsko aktiven, obsega zahodni del otoka in je visok 1023 metrov. Ta stratovulkan je obkrožen z več kupolami in coulee oblike trahita, ki zasedajo vulkansko kaldero in vzdolž različnih poravnav vulkanskih bokov.
- Razkolna cona: Povezava vzhodnega dela Santa Bárbare, zahodne meje Pico Alta in Guilherme Moniz, obstaja v skupinah razpok vulkanov in bazaltnih stožcev (havajski in strombolski), ki so nastali pred približno 15.000 leti. Edini zgodovinski izbruhi so se zgodili leta 1761, vzdolž razpoke na vzhodni steni Santa Bárbare, leta 1867 in med letoma 1998 in 2000 od podmorskih odprtinah zahodne obale (Serreta). Skupine vulkanskih struktur na otoku so poravnane vzdolž orientacije severozahod-jugozahod in zahod-severozahod-vzhod-jugovzhod, ki se razteza do podmorskih odprtin / vulkanov proti vzhodnemu bazenu Graciosa, vključno z geomorfološkimi poravnavami manjših vulkanskih struktur (vključno z bazaltnimi strukturami). in trahitnimi stožci.

Otoška tektonika je poudarjena z dvema velikima prelomoma v severovzhodnem vogalu (Lajes in Fontinh prelom), tektonski jarek Lajes pa je bil odgovoren za hude potresne dogodke. Zgodovinsko gledano sta oba preloma povzročila potrese, ki so relativno plitki, močni in odgovorni za uničenje lastnine v severovzhodnem kotu (natančneje leta 1614 in 1841). Med dogodkom leta 1614, katerega epicenter je bil ob prelomu Lajes osem kilometrov od obale, so zabeležene velikosti potresa med 5,8 in 6,3 po Richeterjevi lestvici (Wells in Coppersmith, 1994). Tako Lajes, kot tudi Fontinhasov prelom sta ločena s tremi kilometri. Drugi, manj razvit tektonski jarek je na jugovzhodu stratovulkana Santa Bárbara. To značilnost zaznamujejo trahitne kupole in prehodi od obale na Ponta do Queimado (od zgodovinskega bazena Serreta) do klifov, prelomov, bazaltne lave in razpok v bližini središča otoka.
Zahodni del otoka Terceira je bolj gozdnat kot vzhodni del, zaradi prevladujočih zahodnih vetrov, ki povečujejo padavine na tej strani, rezultat so gozdovi kriptomerije (Cryptomeria japonica - japonska cedra). Druge geomorfološke točke so planota Achada, gore v bližini Santa Bárbare, majhni jezeri Lagoa das Patas in Lagoa da Falca. Severna obala je območje, ki ga zaznamujejo vulkanske aktivnosti z več »mistérios« (polja lave), plavalnimi bazeni Biscoitos, medtem ko je središče otoka poudarjeno z Algar do Carvão in Furnas do Enxofre (mirujočo in aktivno vulkansko obliko), ki so priljubljeni med turisti in geologi. Večino otoka obdajajo obalni klifi, visoki približno 20 m, razen na južni obali v bližini mesta Angra do Heroísmo. Tukaj je izbruh bazaltne lave v plitki vodi tvoril tufov stožec Monte Brasil, ki varuje in zakriva pristanišče otoške prestolnice. Stožec je premera približno en kilometer in se dviga 205 metrov nad zahodno stranjo pristanišča.

### Ekoregije in zaščitena območja
Stran od obale je Terceira divja in hribovita pokrajina s številnimi sprehajalnimi in pohodniškimi potmi. Velik del notranjosti otoka je naravni rezervat; od najvišje Serra do Cume do pobočij Santa Bárbare obstaja več poti vzdolž majhnih kmetij, kamnitih zidov in gozdov, ki bodo navdušili naravoslovce.

### Družbena geografija
Podobno kot drugi otoki na Azorih je človeško naseljevanje narekovala geomorfologija terena. Število vulkanskih stožcev in stratovulanov, ki zasedajo večji del notranjosti otoka, so prisilile večino skupnosti na obalnih nižinah in v rečnih dolinah ustvariti »obroč« urbanizacije, ki obkroža otok sledeč regionalnemu cestnemu omrežju. Te skupnosti so se začele kot kmetijske enklave, ki so temeljile na samozadostnem kmetijstvu in mešanici zavarovanih parcel. Jedra teh skupnosti so bile verske župnije in cerkve, ki obkrožajo pokrajino otoka.
Terceira je upravno razdeljena (po nepravilni diagonalni meji od severa proti severozahodu do jugovzhoda) v dve občini: Angra do Heroísmo in Praia da Vitória. Občina Angra do Heroísmo je na južni polovici otoka in vključuje zgodovinsko mesto Angra, njene predmestne skupnosti in številne obalne kraje (kot je Porto Martins). Praia da Vitória je močno zgoščena v severovzhodnem kotu otoka vzdolž osi med Cabo do Porto in Lajes; na splošno velja za industrializirano središče otoka, lokacijo enega od dveh glavnih trgovskih pristanišč, mednarodno letališče in številna povezana podjetja, povezana z bazo letalskih sil. Poleg nenaseljenih območij v središču otoka sta severozahodni del in deli zahodne obale redko poseljena, razen majhnih aglomeracij domov ob cestah. V občinskih okvirih so skupnosti razdeljene na lokalne civilne župnije (19 v Angra do Heroismo in 11 v Praia da Vitória), upravlja pa jih izvršilni organ (ki vključuje predsednika in kabinet) in civilni odbor (s predsednikom in skupščino) Junta Freguesia. Civilne župnije so:
Agualva, Altares, Biscoitos, Cabo da Praia, Cinco Ribeiras, Doze Ribeiras, Feteira, Fonte do Bastardo, Fontinhas, Lajes, Nossa Senhora da Conceição, Porto Judeu, Porto Martins, Posto Santo, Quatro Ribeiras, Raminho, Ribeirinha, Santa Bárbara, Santa Cruz, Santa Luzia, São Bartolomeu de Regatos, São Bento, ,São Brás, São Mateus da Calheta, São Pedro, Sé, Serreta,
Terra Chã, Vila de São Sebastião in Vila Nova
Angra do Heroísmo, zgodovinska prestolnica Azorov, je najstarejše mesto v arhipelagu iz leta 1534. Zaradi pomembnosti zgodovinskega središča v »pomorskih raziskovanjih 15. in 16. stoletja« je Unesco uvrstil zgodovinsko središče na seznam svetovne dediščine. To je bilo deloma posledica dejstva, da je Vasco da Gama, kot povezavo med Novim svetom in Evropo, leta 1499 in Pedro de Alvarado leta 1536 ustanovil Angro kot obvezno pristanišče flote ekvatorialne Afrike ter vzhodne in zahodne Indije. Unescova uvrstitev je temeljila na merilih 4 in 5, ki sta urejala vključevanje na podlagi univerzalnega zgodovinskega pomena (glede na njegovo mesto v raziskovanju).

## Gospodarstvo
Glavna gospodarska dejavnost na otoku je vzreja živine in proizvodnja mlečnih izdelkov. Otok ima dve glavni morski pristanišči, eno v Angra do Heroísmo in drugo v Praia da Vitória, ter komercialno letališče, povezano z letalskimi operacijami v Base Aérea nº 4 (v skupnosti Lajes).

## Kultura
Portugalske bikoborbe so priljubljene na otoku, saj se pojavljajo v dveh različicah: tradicionalno jahanje bika (v ringu) in priljubljena »touradas à corda«, ki se pojavlja na ulicah.
Priljubljena od 16. stoletja, je »touradas à corda« (dobesedno bikoborba z vrvjo), ki jih prirejajo vaščani od aprila / maja do konca septembra. V teh dogodkih na Terceiri štirje odrasli biki pasme brava da ilha tečejo po določeni cesti ali ulici okrog 500 metrov. Bika nadzoruje vrv okoli svojega vratu, ki jo drži šest ljudi pastorees, moških, oblečenih v tradicionalno obleko (bele srajce, sive hlače in črn klobuk), ki usmerjajo bika in preprečujejo, da bi zapustil igrišče. Bik je voden po cesti in ga igralci podcenjujejo in dražijo, toda brez namere, da bi ubil žival; živalski rogovi so zaščiteni s kroglicami ali usnjem, da zmanjšajo tveganje za igralce. Vsi biki se izpustijo po vsakem dogodku, da bi lahko počivali pred naslednjim dogodkom (vsaj tri tedne).
V nekaterih mestih bo potekala portugalska konjeniška bikoborba, ki bo vključevala veliko procesijo in udeležbo moških, oblečenih v kostum iz 16. stoletja: pantalones (konjenik), bandarilheiros (oproda), matadores in zelo priljubljeni forcados (osem moških, ki izzivajo bika). V središču tega dogodka je konjenik, ki po navadi jezdi lusitansko vrsto konja: jahač bo poskusil bika utruditi, medtem ko bo poskušal zabosti puščico v bikov hrbet. Matadores, v primerjavi s svojimi španskimi kolegi, igrajo majhno vlogo, po navadi odvračajo bikovo pozornost med dogodkom. Na koncu vsakega bojevanja / borbe bo vodja forcadosov izzval bika da ga bik napade, preostanek ekipe pa bo sledil vodji. Vodja ekipe poskuša zgrabiti žival za roge, nato pa ga, podprt s svojo ekipo, podredi. Ko je žival enkrat izčrpana, je običajno dezorientirana in komaj reagira, ko se skupina razprši.
Ena od praznovanj, ki se praznujejo na Terceiri, je Carnaval ali Entrudo, kot se imenuje na otoku in se praznuje na povsem drugačen način kot druge kulture po svetu. Praznovanje se začne na soboto pred pepelnično sredo, ko dvorane okoli otoka odprejo svoja vrata javnosti, ki čaka na predstave.
Te predstave so v obliki plesnih skupin, ki potujejo po otoku in prikažejo delo, ki so ga vložili, da bi ljudje uživali. Ti plesi so način prikazovanja junaštva in veličastnosti v obliki popularnega gledališča. V bistvu je to način vstopa v postni čas, ideja za »entrudo«.
Obstajajo različne vrste plesov, ki prihajajo od idej tistih, ki ustvarjajo te različne skupine. V bistvu vsak ples prinaša svoje edinstvene obleke, glasbo, pesmi in igro. Praznovanje Carnaval na Terceiri se konča v torek pred pepelnično sredo. Tradicija je v tej družbi tako pomembna, da so tisti, ki so se izselili, s seboj prinesli ta običaj. Mogoče ga je videti na področjih, kot so severovzhodne Združene države, Kalifornija in Kanada.